# Y Blok
Đây là một tên người Ê Đê; họ tên được viết theo thứ tự tên trước, họ sau: họ là Êban.
Y Blok Êban (1921 – 13 tháng 1 năm 2018) hay tên thường gọi Hà là một Thiếu tướng Quân đội nhân dân Việt Nam người dân tộc thiểu số sắc tộc Êđê. Ông là người dân tộc thiểu số Tây Nguyên được phong hàm cấp tướng, Chủ tịch Ủy ban quân quản Đắk Lắk vào năm 1975 và là Chủ tịch tỉnh đầu tiên sau 1975 của tỉnh Đắk Lắk, Anh hùng Lực lượng vũ trang nhân dân.

## Tiểu sử
Ông sinh năm 1921, vốn là con trai út trong một gia đình Ê Đê ở buôn Chư Dluê, Buôn Ma Thuột. Tên ông còn được viết là Y Blôk hay Y Blốk. Họ ông là Êban theo mẹ như truyền thống mẫu hệ của người Ê Đê. Cha mất sớm, nhà nghèo, nên ông phải đi làm thuê. Nhờ nhà chủ tốt bụng mà 11 tuổi, ông được đi học. Học hết tiểu học, ông bị bắt đi lính khố xanh và sau đó ít lâu, trở thành lính gác ngục tại nhà đầy Buôn Ma Thuột. Năm 1941, mẹ ông mất.
Tại nhà đầy Buôn Ma Thuột, Y Blok được tiếp xúc với một số tù chính trị như Vịnh (sau là Đại tướng Nguyễn Chí Thanh), Chu (Hồng Chương), Bùi San và được tuyên truyền để trở thành cơ sở cách mạng ở đây.
Ngày 22 tháng 8 năm 1945, Y Blok chỉ huy tiểu đội lính khố xanh tham gia giành chính quyền tại thị xã Buôn Ma Thuột.
Năm 1946, ông được theo học tập trung tại Trường Lục quân Quảng Ngãi. Sau đó, ông làm đại đội trưởng đội vũ trang vùng địch hậu và lập nhiều chiến công, lần lượt trải qua các cương vị, từ tiểu đoàn đến trung đoàn.
Năm 1954, ông tập kết ra Bắc. Năm 1958, ông được thăng quân hàm Thượng tá). Năm 1960, ông trở lại Tây Nguyên, giữ chức Phó tư lệnh rồi Quyền Tư lệnh Quân khu 6. Năm 1974, ông được thăng quân hàm Đại tá.
Năm 1975, là Chủ tịch Ủy ban quân quản Đăk Lăk, năm 1976, giữ chức Chủ tịch tỉnh Đăk Lăk. Năm 1984, ông được thăng quân hàm Thiếu tướng.
Năm 1986, ông trở lại công tác trong quân đội, thuộc Tổng cục Chính trị cho đến ngày nghỉ hưu.
Ông là đại biểu Quốc hội các khoá III và IV, VI..
Về gia đình, năm 16 tuổi, ông lấy vợ theo phong tục của người Ê Đê. Tuy nhiên, do thoát ly gia đình quá lâu nên theo tục lệ, vợ ông đã đi "bắt chồng" khác. Năm 41 tuổi, ông lập gia đình với bà Kpa H'Ngọt và có với nhau 4 người con trai.
Ngày 13 tháng 1 năm 2018 ông từ trần tại nhà riêng ở phường Tân Hòa, thành phố Buôn Ma Thuột, tỉnh Đắk Lắk.

## Khen thưởng
- Danh hiệu Anh hùng lực lượng vũ trang nhân dân
- Huân chương Độc lập hạng Ba
- Huân chương Kháng chiến hạng Nhất
- Huân chương Chiến sĩ giải phóng hạng Nhất
- Huy chương Quân kỳ quyết thắng

và nhiều phần thưởng cao quý khác. 

## Lịch sử thụ phong quân hàm
| Quân hàm |           |        |             |  |  |  |  |  |  |  |  |
| Cấp bậc  | Thượng tá | Đại tá | Thiếu tướng |  |  |  |  |  |  |  |  |
|          |           |        |             |  |  |  |  |  |  |  |  |